# Ольхон
Ольхо́н (бур. Ойхон арал)  — найбільший острів озера Байкал, четвертий за величиною у світі озерний острів. Довжина — 73,5 км, ширина — до 15 км, площа — 730 км², постійне населення — 1668 чол. (2014), відстань від Іркутська — 256 км. Відділений від материка протоками Мале Море і Ольхонська брама. Конструктивно, є південно-західною околицею Академічного хребта. На схід від острова знаходиться найглибше місце Байкалу — 1642 м. Є дві версії щодо походження назви острова, і обидва є похідними з бурятської мови. Перша — назва острова походить від слова oyhon — «ліс», і другий, що вона походить від olhan -. «сухий». Велика частина острова все ще вкрита лісами і кількість опадів вкрай низька.

## Географія
Ольхон має різноманітні ландшафти (степи, пустелі, тайга) і багатий археологічними пам'ятками. Гора Жима є найвищою точкою на острові, здіймаючись на 818 м над рівнем води озера Байкал. Острів досить великий, щоб мати свої власні озера. Глибока протока відокремлює острів від материка.

### Клімат
Район Байкалу відрізняється великою сумарною тривалістю сонячного сяйва — на острові Ольхон всього 48 похмурих днів на рік. Кількість опадів за рік в середньому не перевищує 140 мм. За цим показником Ольхон можна порівняти лише з деякими дуже посушливими районами Середньої Азії . Місцеві жителі для городніх культур і сінокосів використовують штучне зрошення . Ще одна особливість Ольхона — майже повсюдно спостерігається ерозія ґрунтів. Слабкий, що легко руйнується ґрунтово-рослинний шар і часті вітри сприяють швидкому виносу гумусу і переносу піску, що ускладнює ведення сільського господарства і може призвести до появи пустельних ландшафтів. Сьогодні можна спостерігати місцями «хід пісків». Так в поблизу сел. Хужир вже спостерігається покриття піском колись лісової зони.
Водна маса Байкалу впливає на клімат прибережної території. Зима тут буває м'якше, а літо — прохолодніше. Наступ весни на Байкалі затримується на 10-15 днів у порівнянні з прилеглими районами, а осінь часто буває досить тривала.

## Населення
Всього на острові 9 населених пунктів, що утворюють Хужирське муніципальне утворення. Більшість з них розташовані в західній, степовій частині острова. Постійне населення на 2014 рік становить 1668 осіб, з них 1350 проживає в найбільшому селищі — Хужир. Національний склад — буряти, росіяни.

## Пам'ятки

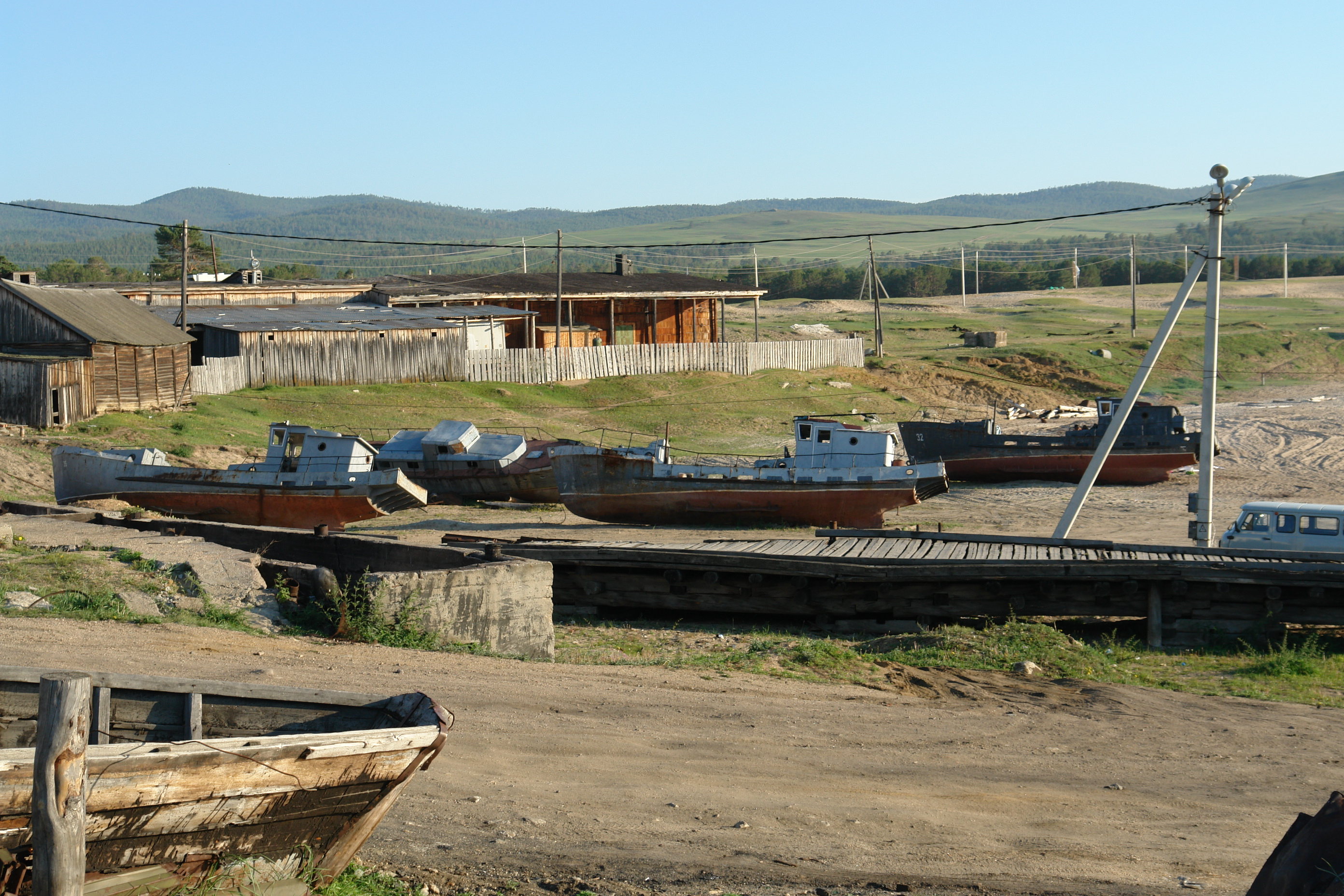
Хужир. Пристань Маломорського рибного заводу. 2011

### Селище Хужир
Селище Хужир — головний населений пункт Ольхона. У Хужир є інформаційно-екскурсійний центр, краєзнавчий музей імені Ревякіна М. М. , ринок, кілька кав'ярен, продовольчих та сувенірних магазинів. Є інтернет-кафе, прокат туристичного обладнання, велосипедів, квадроциклів та верхових коней. Ночівлю пропонують безліч приватних готелів і турбаз. У селищі Хужир розташовується єдина на острові АЗС, інша найближча до Ольхону АЗС знаходиться за 5 км від поромної переправи.
Тут розташовувався найбільший на Байкалі Маломорський рибозавод, на середину 2010-х збанкрутілий.

### Скеля Шаманка

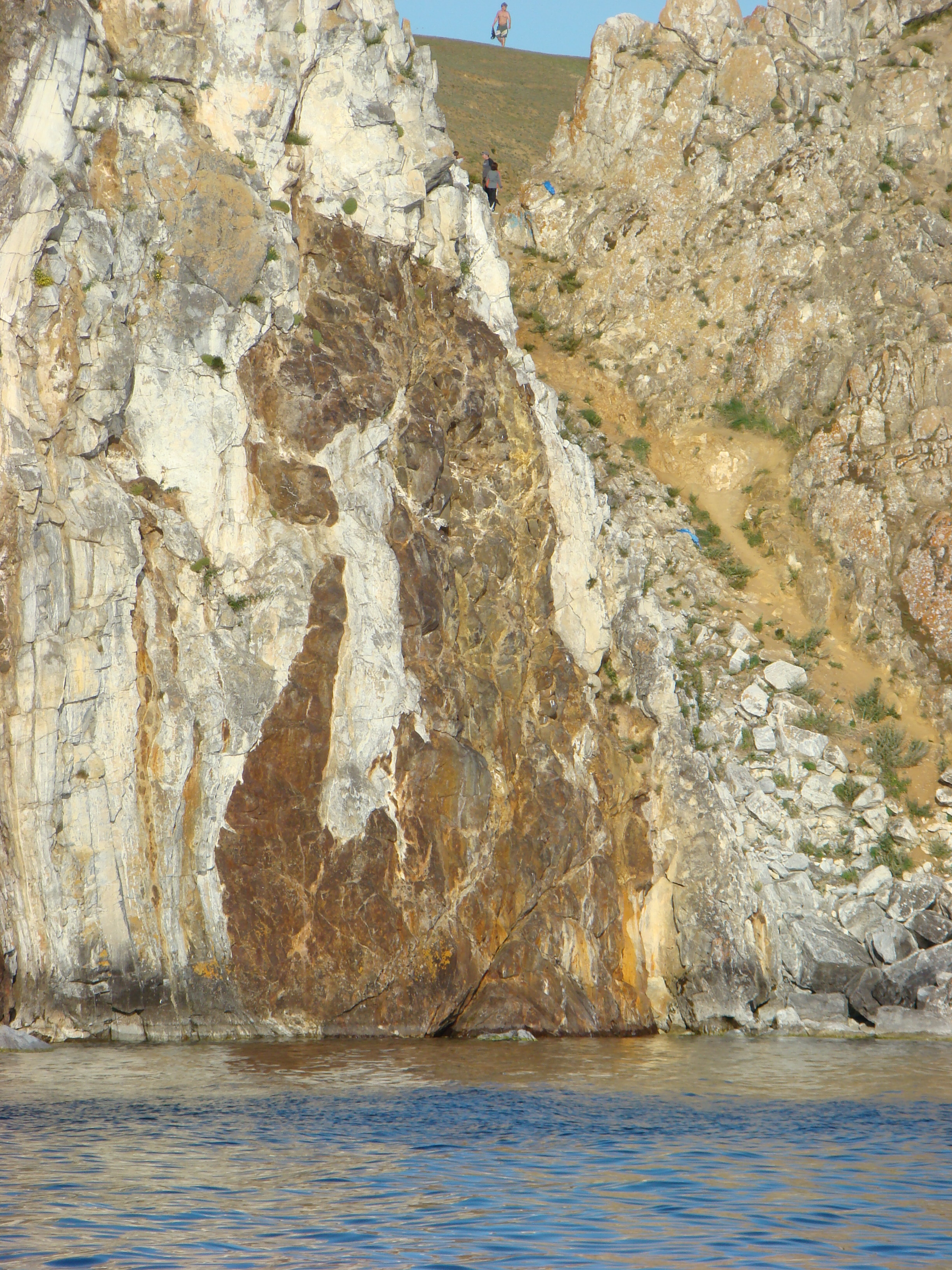
Дракон на Шаман-скелі

Шаман-скеля, одна зі святинь Азії (раніше іменувалася «камінь-храм») стала відомим символом Байкалу: без її зображення не обходиться жоден фільм або фотоальбом про Байкалі.
Двовершинна скеля складена мармуром і доломітизованим вапняком, місцями багатим блискітками графіту. Поверхня скелі покрита яскравими лишайниками переважно червоного кольору. Висота ближньої до берега частини скелі — 30 м, висота дальньої частини — 42 м. У ближній до берега частині скелі знаходиться наскрізна звивиста Шаманська печера. Вона утворилася в процесі вивітрювання і розмиву вапнякових порід. Довжина ходу печери близько 12 м, ширина від 3 до 4,5 м, висота від 1 до 6,5 м. Вхід в печеру можливий з двох сторін — з північно-східної та західної. Хід печери проходить під крутим нахилом зверху вниз. Верхній вхід знаходиться із західного боку (бухти). Посеред печери тунельного типу є розширення з кам'яним «столом» і дерев'яною перемичкою для здійснення ритуалів. У печері є бічні коридори і вузькі продушини.
Для входу зручніший вхід із західного боку, де є передпечерний майданчик. Вузький хід піднімається і виводить з печери на східну сторону скелі. Весь півострів Бурхан обнесений бревенчатим бруствером для захисту від в'їзду автомобілів, оскільки на півострові через вторгнення автотранспорту посилилася ерозія ґрунту. Це помітно по декількох зростаючих глибоких ярах. Із західного боку на поверхні дальній частині скелі є природний вихід коричневої породи, який виглядає як зображення дракона. Взагалі, всі скелі помережані глибокими тріщинами і здалеку при довгому спогляданні кожен може побачити свої картини-одкровення. Мис Бурхан є сакральним місцем не тільки для сповідуючих шаманізм. Тут у цього природного Храму можна зустріти християнина, що молиться, буддиста або йога, що сидять у медитації.

### Краєзнавчий музей імені М.М.Ревякіна

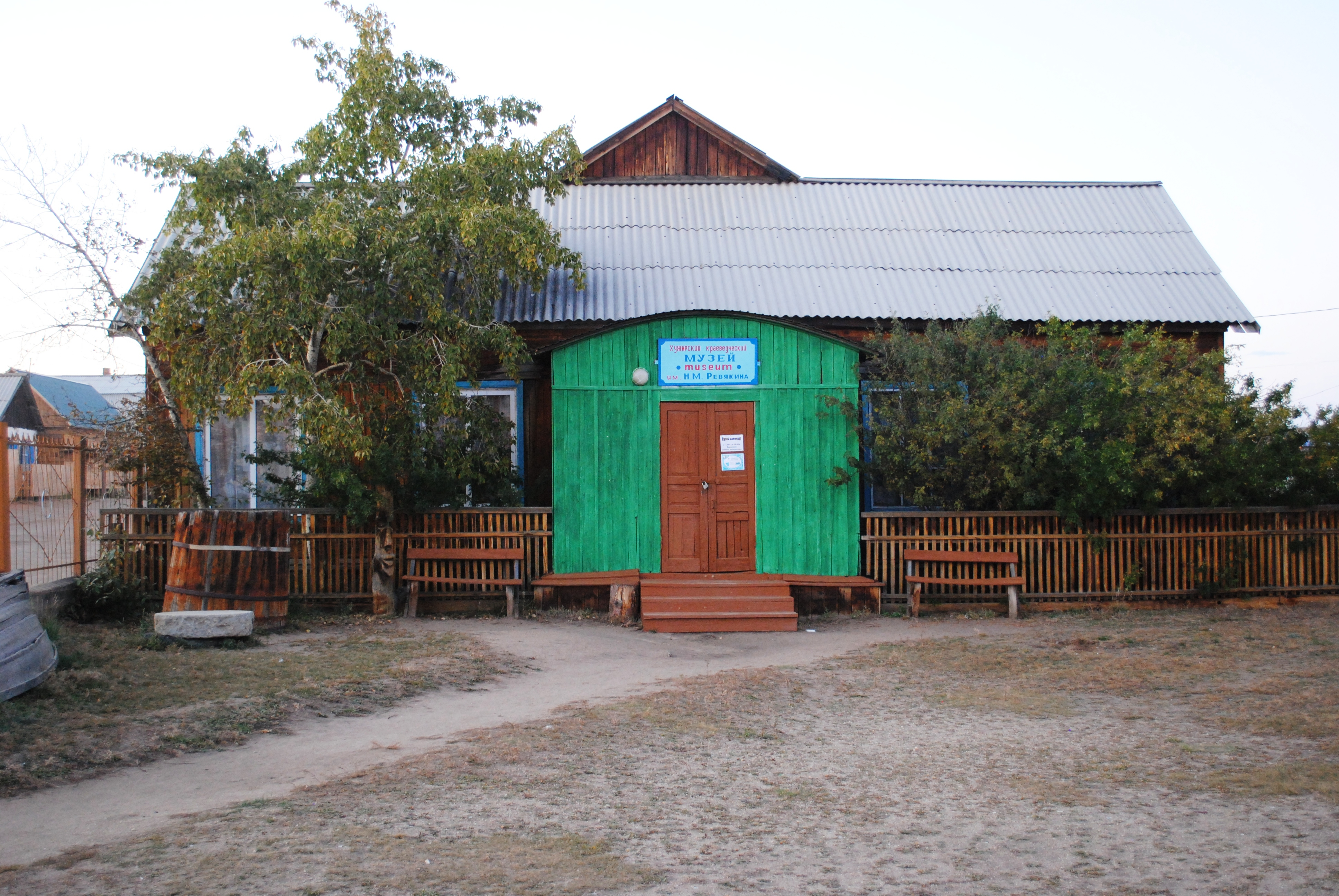
Краєзнавчий музей в Хужирі, 2012

У селищі Хужир, в старій будівлі школи на вулиці Первомайській розташовується краєзнавчий музей. Там представлені колекції різних предметів що розповідають про життя і культуру остров'ян. Часовий діапазон поширюється від стоянок людини часів неоліту до наших днів. Тут можна побачити кам'яні наконечники стріл, нагрудні знаки монгольських воїнів, матеріали, що розповідають про ритуал кремації покійних бурятів, життя на острові політичних засланців в радянський час, флорі і фауні Ольхона:268.
Спочатку музей носив ім'я відомого геолога, палеонтолога, географа і письменника-фантаста В. П. Обручева. Проте пізніше отримав ім'я свого засновника і вчителя географії М. М. Ревякіна.

### Куриканський мур на мисі Хорген
На березі Маломорської протоки у південній частині Ольхона збереглися руїни захисного муру що відтинає по перешийку мис Хорген. Стіна належить до Куриканської культури і є однією з найбільш збережених стародавніх споруд острова. Вона складена з великих каменів без застосування сполучного розчину. Її висота місцями досягає 1,5-2,0 метрів. Помітні залишки рову і земляного валу. На захищеній стіною території виявлені плоскі кам'яні плити з кулястими і циліндричними поглибленнями, які ймовірно є вівтарями для жертвоприношень:259.
Куриканський мур на мисі Хорген був вперше виявлено й описано у 1879 році І. Д. Черським.

### Урочище Піщане

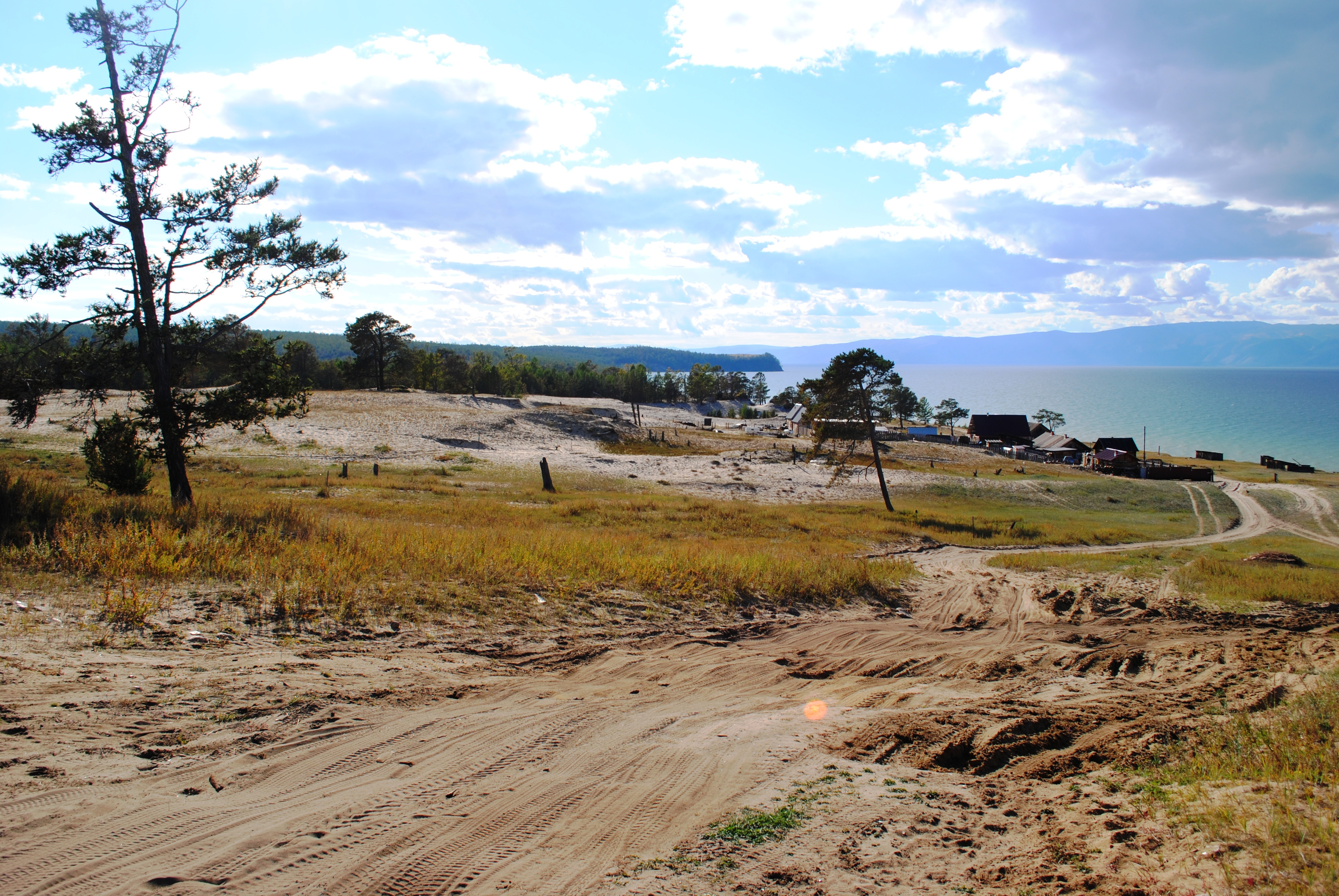
Урочище Піщане. 2012

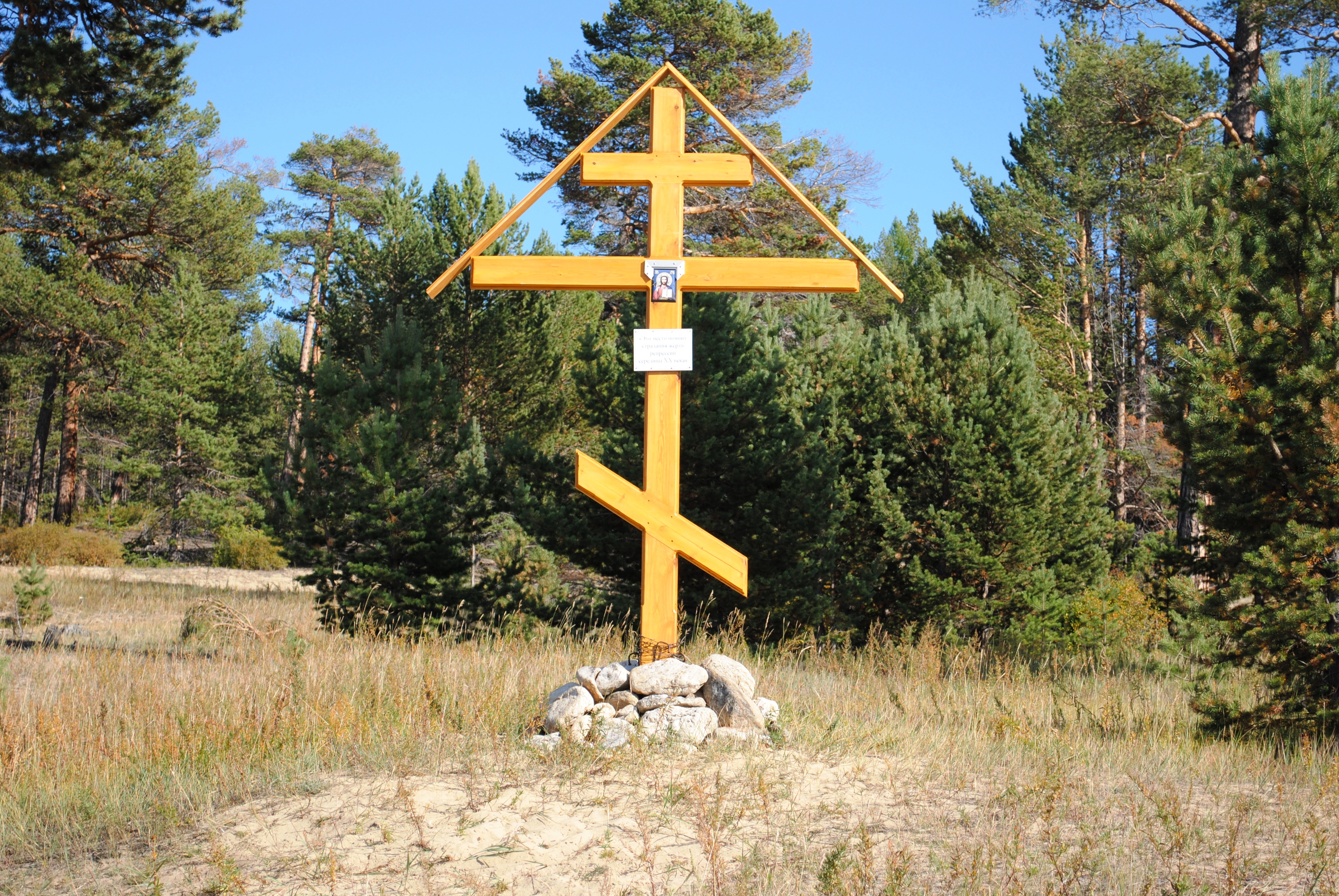
Хрест пам'яті жертв репресій середини XX століття. 2012.

Урочище Піщане розташоване за 20 км на північ селища Хужир по берегу Байкалу, в затоці Нюрганська губа. Відрізняється своїми піщаними дюнами, що займають площу близько 3 км². На дюнах росте рідкісна рослина, ендемік — Астрагал ольхонський (Astragalus olchonensis), багаторічник з родини бобових:270.
У 1913 році існував проєкт створення в цьому місці каторжної в'язниці і навіть працювала комісія з вибору конкретного місця. Але через війну що почалася у 1914 році і подальшого Жовтневого перевороту плани тоді залишилися на папері:270.
До середини 1950-х років в урочищі Піщане розташовувався табір ГУЛага. У чотирьох бараках жили засуджені, що були працевлаштовані на Хужирському Маломорському рибному заводі, ловлячи і обробляючи рибу.
Також, у Піщаному і неподалік від нього жили спецпоселенці депортовані з Литви, Західної України, Білорусі, Польщі тощо. Всього 27 національностей до 1956 року коли їм було дозволено повернутися додому в ході амністії що тоді проводилася.

## Міфологія

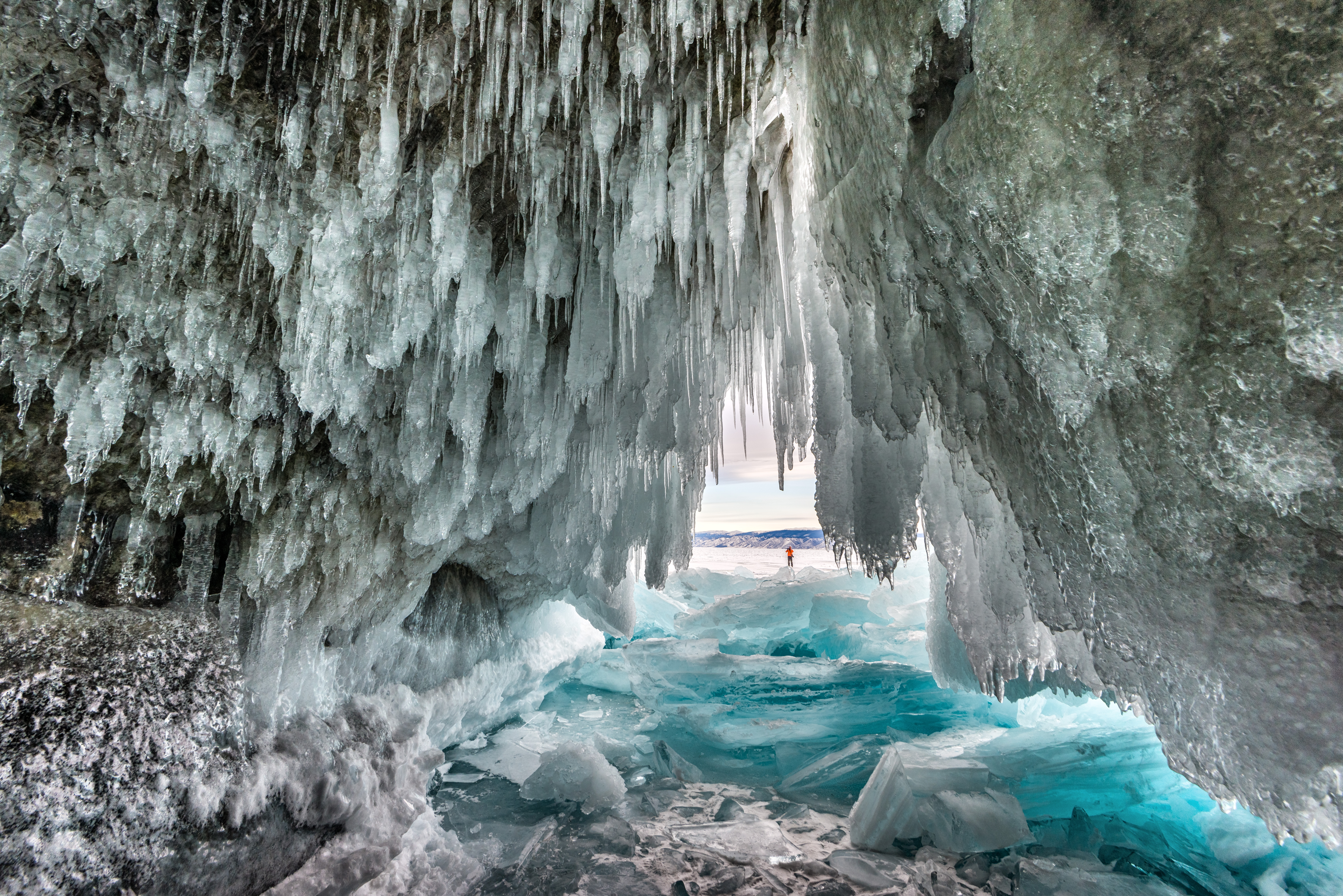
Льодовикова печера на острові

У міфах і легендах бурятів Ольхон є житло грізних духів Байкалу. Сюди, за переказами, спустився з неба Хан-Хото Бабай, посланий на Землю вищими богами. Тут живе в образі білоголового орла-беркута його син Хан-Хубуа Нойон, який першим отримав шаманський дар від Тенгрі . Острів Ольхон вважається сакральним центром північного шаманського світу, і досі біля мису Бурхан (Скала Шаманка), на березі озера поруч із селищем Хужир, тремтять на вітрі стрічки на деревах: це Бурхан — місце поклоніння духам. За старовинними народними переказами в печері скелі Шаманки жив владика цих місць і всього острова Ольхона — Ежін, або Бурхан. Таким же священним у бурят місцем шанується найвища гора острова Іжімей, висота якої не досягає 1300 м (1274 м). Десь біля підніжжя цієї гори нібито прикутий ланцюгом безсмертний ведмідь.

## Ресурси Інтернету
Ольхон у Вікімандрах
- Остров Ольхон и его достопримечательности
- Таинственный Ольхон — информационный портал острова Ольхон
- Остров Ольхон на сайте «Природа Байкала»
- Ольхон на сервисе Яндекс.Панорамы
- Ольхон Гид по острову (интересные места, гостиницы, турбазы)
- 3D-панорамы острова Ольхон [Архівовано 22 жовтня 2013 у Wayback Machine.] на сайте Фонда содействия сохранению озера Байкал
- Бывший посёлок Песчаное. Фоторепортаж
- Ольхон. Поездка на северную часть острова. Фоторепортаж